# Croton tonduzii
Espèce
Classification APG II (2003)
Croton tonduzii est une espèce de plantes à fleurs du genre Croton et de la famille des Euphorbiaceae, présente au sud du Costa Rica.